# Abborrsjön, Uppland
Abborrsjön är en sjö i Knivsta kommun i Uppland och ingår i Norrströms huvudavrinningsområde.